# Acacia pustula
Acacia pustula — вид квіткових рослин з родини бобових. Ареал: Австралія (Квінсленд).

## Середовище
Росте на піщаних або супіщаних ґрунтах над пісковиком як частина відкритих евкаліптових лісових угруповань.

## Біоморфологічна характеристика
Дерево може виростати до 15 метрів у висоту з голими темно-червоними гілочками. Змінні вічнозелені філодії мають лінійну або вузькоеліптичну форму; вони мають довжину від 5,5 до 14,5 см і ширину від 2 до 14 мм, ширші на молодих рослинах і здаються вужчими на зрілих рослинах і схожі на Acacia angusta. Цвіте взимку приблизно з травня по липень, утворює китицеподібні суцвіття вздовж осі від 1 до 9 см і має сферичні квіткові голови, що містять від 18 до 25 квіток золотистого кольору. Стручки середньо-коричневого кольору, лінійні, але трохи підняті над насінням; вони голі й мають довжину до 12 см і ширину від 5 до 7 мм, містять поздовжньо розташоване насіння. Злегка блискуче чорне насіння має довгасту або еліптичну форму, в довжину 5–6 мм.